# Tăng đoàn
Tăng đoàn (僧團) hay là Tăng-già (僧伽), (Pali: सङ्घ saṅgha; Sanskrit: संघ saṃgha; Tiếng Hoa: 僧伽; bính âm: Sēngjiā; Hán Việt: Tăng già; tiếng Tây Tạng: དགེ་འདུན་ dge 'dun), là một từ trong tiếng Pali và tiếng Phạn có nghĩa là "hiệp hội", " công ty" hay là "cộng đồng" và phổ biến nhất khi đề cập trong bối cảnh Phật giáo cho cộng đồng hay là đoàn thể của tu sĩ Phật giáo, sau khi các tu sĩ thọ giới tỳ kheo. Đời sống của Tăng-đoàn được quy định trong các giới luật được ghi trong Luật tạng.

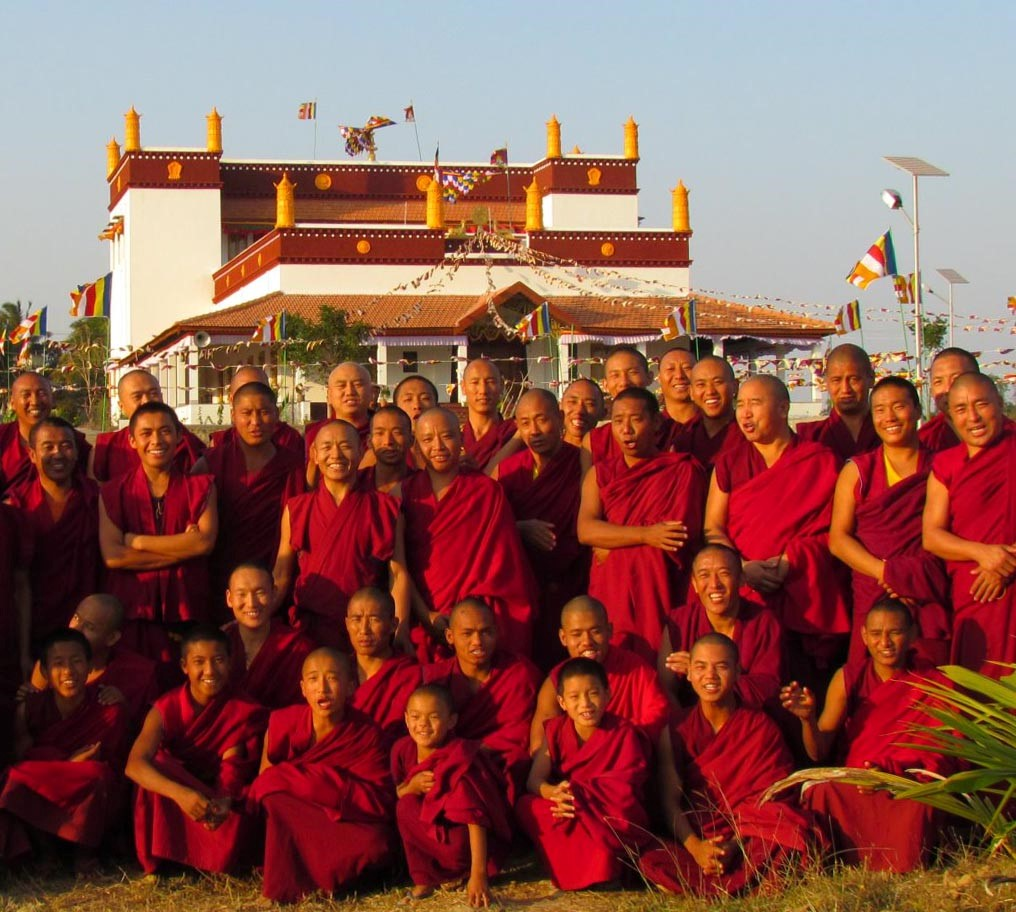
Tu sĩ Phật giáo Tây Tạng trước thiền viện Rato Dratsang tại Ấn Độ

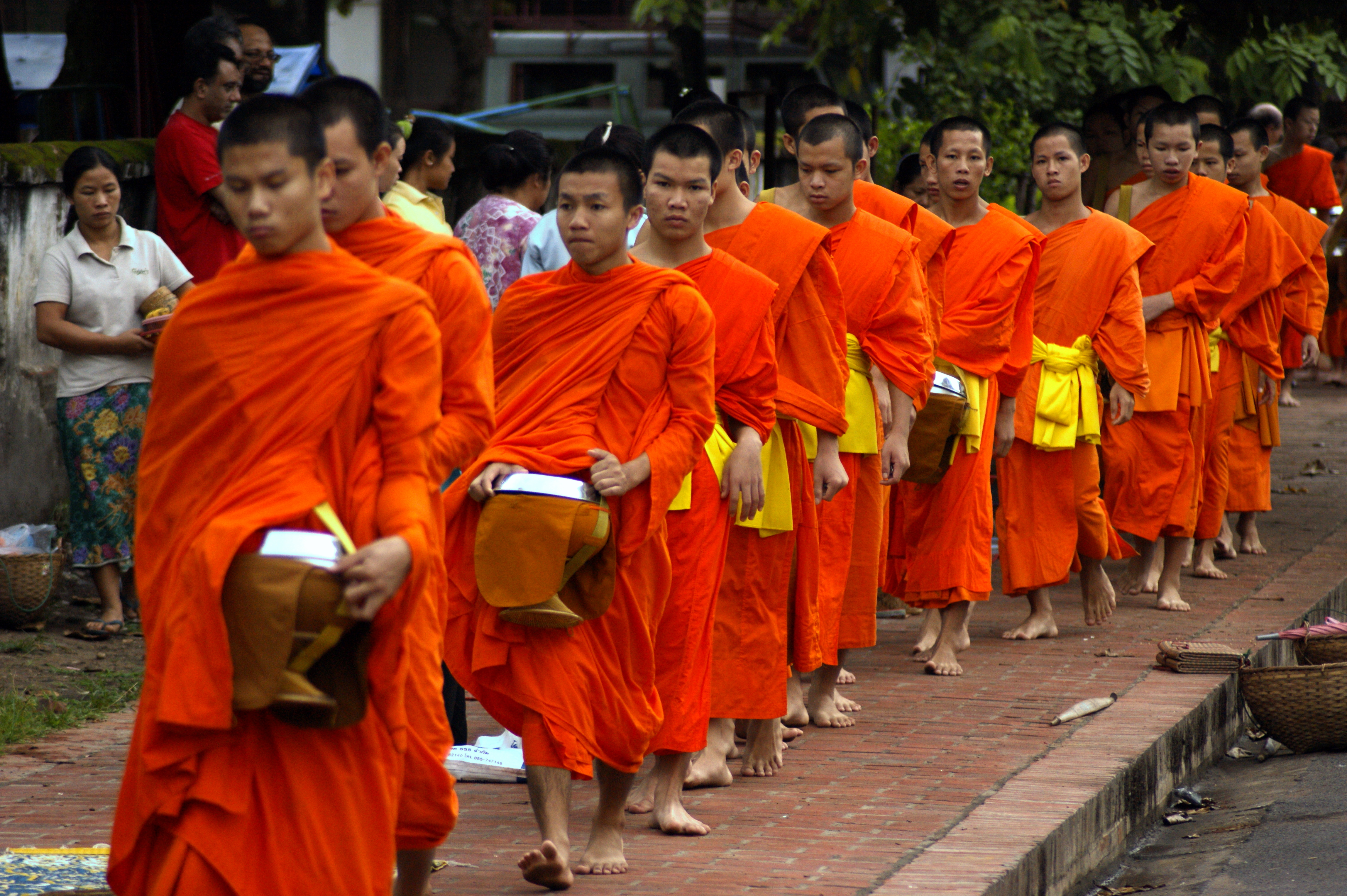
Tăng đoàn tại Lào

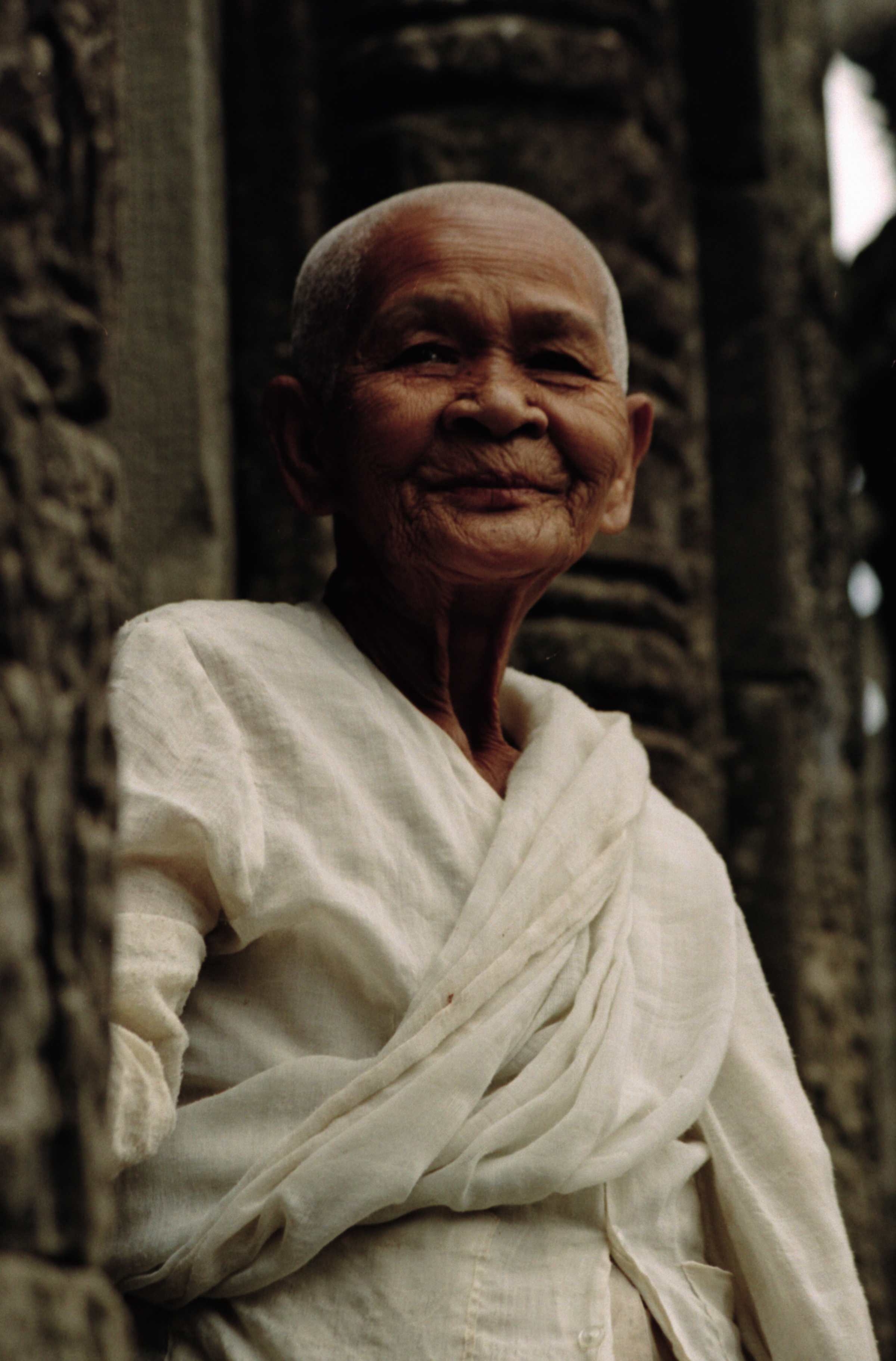
Một ni sư tại Siem Reap, Cam Bốt

Bên cạnh Phật và Pháp, thì Tăng đoàn (bao gồm tăng, ni) là một trong Tam bảo của Phật giáo. Tăng được xem là các vị đệ tử của Phật Thích Ca, các tu sĩ và cả những Phật tử nếu đã đạt được bất kỳ một trong bốn giai đoạn giác ngộ (tứ thánh quả), những người đang tu học và thực hiện Chính pháp, giữ giới và dựa trên tinh thần đoàn kết, tương thân, tương ái, được gọi là lục hòa (sáu điều hòa hợp). Theo sách cổ, bên cạnh việc tu hành, việc khất thực (tự xin ăn để sống) và an cư kiết hạ (ẩn cư mùa hè) được xem là phẩm hạnh tu hành cần có của một vị tăng.

## Từ ngữ
Sangha là một từ tiếng Phạn, được sử dụng trong nhiều ngôn ngữ Ấn Độ, bao gồm tiếng Pali (saṅgha) có nghĩa là "hiệp hội", "hội đồng", "công ty" hoặc "cộng đồng". Từ ngữ được sử dụng trong lịch sử trong bối cảnh chính trị để biểu thị một hội đồng cai trị ở một nước cộng hòa hoặc một vương quốc. Từ này được sử dụng trong thời hiện đại bởi các nhóm như đảng chính trị và phong trào xã hội cực hửu Rashtriya Seva Sangh. Nó từ lâu đã được sử dụng phổ biến bởi các hiệp hội tôn giáo bao gồm cả Kỳ Na giáo và Sikh giáo.
Trong Phật giáo, sangha đề cập đến cộng đồng tu sĩ của các Tỷ-kheo (bhikkhu) và Tỳ kheo ni (bhikkhuni). Các cộng đồng này theo truyền thống được gọi là bhikkhu-sangha hoặc bhikkhuni-sangha. Là một phạm trù riêng biệt, những người đã đạt được bất kỳ một trong bốn giai đoạn giác ngộ (tứ thánh quả), cho dù họ có phải là thành viên của cộng đồng tu viện (tu sĩ) hay không.
Theo trường phái Theravada, thuật ngữ "sangha" không đề cập đến cộng đồng sāvakas (tín đồ) cũng như toàn thể cộng đồng Phật tử. 

### Ni đoàn
Nhờ sự can thiệp của A-nan-đà (Ananda) mà Phật chấp nhận thành lập ni đoàn gồm những nữ tu (Tỉ khâu ni). Ni đoàn có đầy đủ lễ nghi, và Phật chế định 8 giới luật dành riêng cho Ni đoàn để ngăn việc vi phạm sắc giới giữa tăng và ni Phật dạy đại đức Ananda rằng: 
"Này Ananda, nếu phụ nữ không được phép xuất gia và sống trong Pháp và Luật của Ta, thì cuộc sống Thánh hạnh của các đệ tử của Ta có thể giữ vững dài lâu, Chánh pháp cao cả của Ta có thể duy trì một ngàn năm, nhưng vì phụ nữ được phép xuất gia, cuộc sống Thánh của các đệ tử Ta sẽ không duy trì dài lâu, và từ nay Chánh pháp cao cả của Ta chỉ còn tồn tại 500 năm nữa mà thôi". 
"Cũng như, này Ananda, có những ngôi nhà có nhiều phụ nữ và ít đàn ông, những ngôi nhà đó rất dễ bị mất trộm. Nếu để phụ nữ xuất gia, sống trong Pháp và Luật của Như Lai, cuộc sống Thánh của các đệ tử sẽ khó mà duy trì dài lâu. Cũng như một người đắp một con đê để ngăn một bể nước lớn, không để cho nước tràn qua. Ta cũng vậy, Ta chế định ra 8 giới điều nghiêm khắc trên là để ngăn ngừa không để cho Tỳ kheo ni vi phạm".
Quy định về đời sống của tỉ-khâu-ni khắc nghiệt hơn nhiều so với nam giới. Luật tạng có 227 giới cho Tỳ-kheo, 311 giới cho Tỳ-kheo ni, theo truyền thống Phật giáo Nguyên thủy; 250 giới cho Tỳ-kheo, 348 giới cho Tỳ-kheo ni, theo truyền thống Đại thừa. Ngoài ra, giới Tỳ Kheo Ni phải chấp hành Bát Kỉnh Pháp, suốt đời không thay đổi.

## Danh xưng và phân cấp

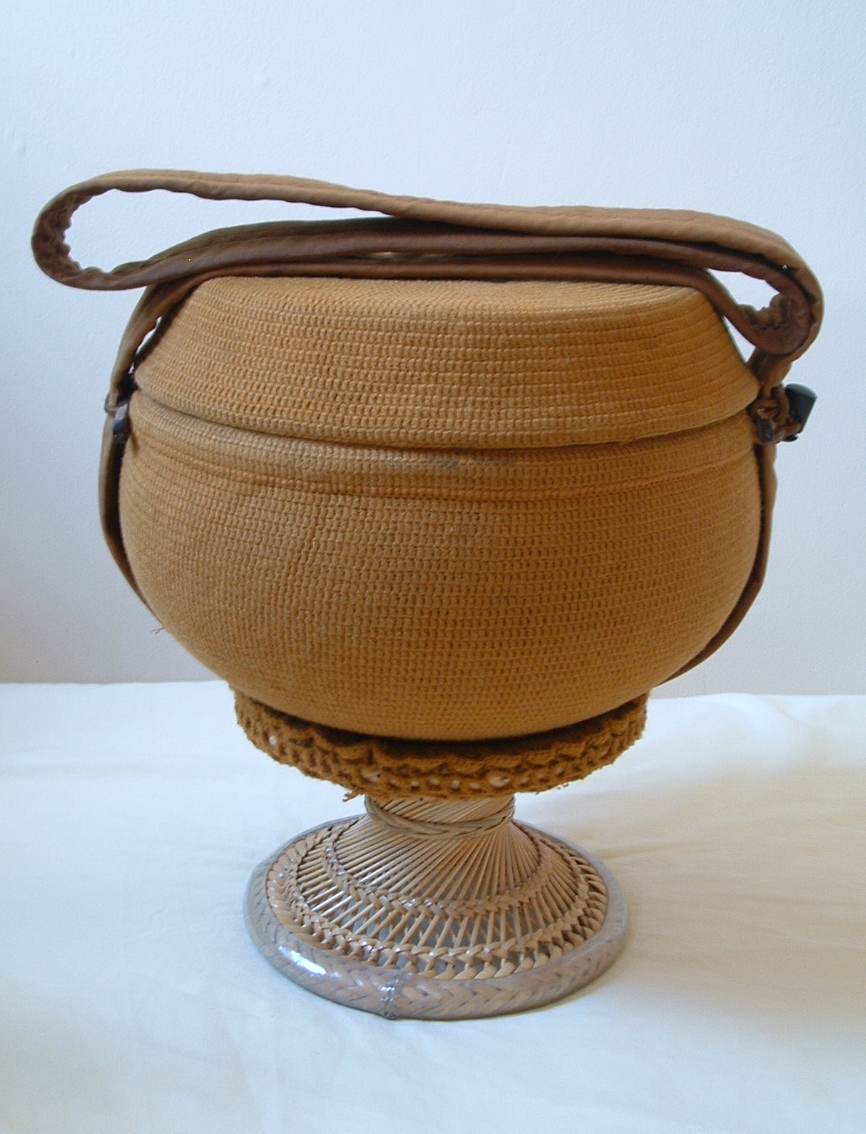
Một bình bát, thường được sử dụng bởi các vị tăng

Phẩm trật của các vị tu sĩ có thể được phân chia theo tuổi hạ, tức là cách tính thời gian công đức tu hành của họ. Theo Tứ Phần Luật, Tỳ kheo được phân chia làm 4 cấp theo tuổi hạ được tính: Hạ Tọa (0 đến 9 hạ), Trung Tọa (10 đến 19 hạ), Thượng tọa (20 đến 49 hạ) và Trưởng Lão (50 hạ trở lên), từ đó có thể được tấn phong thành Đại đức, Thượng tọa hay là Hòa thượng.
Tại Việt Nam, những người mới xuất gia, nếu nhỏ tuổi ở miền Bắc gọi là Chú Tiểu, miền Trung gọi là Chú Điệu, miền Nam gọi là Ông Đạo nhỏ. Những tu sĩ đã thọ Tỳ Kheo Giới từ 20 tuổi đến 60 tuổi đời đều gọi là Thầy và nếu trên 60 tuổi đời, ở miền Trung gọi là Ôn, còn ở miền Bắc gọi là Sư Ông, Sư Cụ và nếu lớn tuổi mới xuất gia thì gọi là "Sư bác". Các nữ tu sĩ thường được gọi là ni sư, sư cô, ni cô hay là Tỳ Kheo ni. Ngược lại các vị được gọi thì tự xưng mình là "bần tăng" hay "bần ni" mà không tự xưng mình là Thầy. Nếu trên 80 tuổi đời và có 60 tuổi hạ, còn có thể được gọi là "đại lão hòa thượng".